# Sandro Continenza
Sandro Continenza, né Alessandro Continenza le 13 juillet 1920 à Rome et mort le 21 novembre 1996 à Rome, est un scénariste et un auteur italien.

## Biographie
Il fait ses débuts en tant que scénariste en 1949, en collaborant au film Totò cherche un appartement de Steno et Mario Monicelli. Il écrira par la suite de nombreux scénarios pour Totò.
Au cours de sa carrière cinématographique, qui a duré jusqu'au début des années 1980, Alessandro Continenza a contribué aux scénarios de cent quarante-deux films pour de grands réalisateurs italiens, dont Alessandro Blasetti, Mario Monicelli et Dino Risi. Il a collaboré avec Suso Cecchi D'Amico et Age-Scarpelli, entre autres.
Il a été l'un des scénaristes de télévision qui ont travaillé pour Raimondo Vianello, dans presque toutes ses productions (du jeu télévisé Zig Zag à la sitcom Casa Vianello).
Il a inventé le terme « maggiorata fisica » (litt. « augmentation physique »).
Il a également collaboré à des magazines et des hebdomadaires satiriques.
Il est mort à l'âge de 76 ans dans une clinique romaine où il était soigné.

## Filmographie
- 1949 : Totò le Mokò de Carlo Ludovico Bragaglia
- 1950 : Totò cherche une épouse (Totò cerca moglie) de Carlo Ludovico Bragaglia
- 1951 : La Vengeance de l'Aigle noir (La vendetta di Aquila Nera) de Riccardo Freda
- 1951 : Amo un assassino de Baccio Bandini
- 1951 : O.K. Néron ! (O.K. Nerone) de Mario Soldati
- 1952 : Il bandolero stanco (it) de Fernando Cerchio
- 1952 : L'Héritier de Zorro (Il sogno di Zorro) de Mario Soldati
- 1953 : Un turco napoletano de Mario Mattoli
- 1953 : Il più comico spettacolo del mondo de Mario Mattoli
- 1953 : Les Gaîtés de la correctionnelle (Un giorno in pretura) de Steno
- 1953 : Une fille formidable (Ci troviamo in galleria) de Mauro Bolognini
- 1953 : Se vincessi cento milioni de Carlo Campogalliani et Carlo Moscovini
- 1954 : Les Gaîtés de l'escadron (Allegro squadrone) de Paolo Moffa
- 1954 : Amours d'une moitié de siècle (Amori di mezzo secolo) de Glauco Pellegrini, Mario Chiari, Pietro Germi, Roberto Rossellini et Antonio Pietrangeli
- 1954 : Il matrimonio d'Antonio Petrucci
- 1954 : Un Américain à Rome (Un americano a Roma) de Steno
- 1955 : Par-dessus les moulins (La bella mugnaia) de Mario Camerini
- 1955 : La Vengeance du faucon d'or (Il falco d'oro) Carlo Ludovico Bragaglia
- 1955 : Piccola posta de Steno
- 1956 : Femmes seules (Donne sole) de Vittorio Sala
- 1956 : La Chance d'être femme (La fortuna di essere donna) de Alessandro Blasetti
- 1956 : Les Week-ends de Néron (Mio figlio Nerone) de Steno
- 1956 : Nos plus belles années (I giorni più belli) de Mario Mattoli
- 1956 : Donatella de Mario Monicelli
- 1956 : Totò, Peppino e... la malafemmina de Camillo Mastrocinque
- 1956 : Le Célibataire (Lo scapolo) de Antonio Pietrangeli
- 1957 : Guet-apens à Tanger (Agguato a Tangeri) de Riccardo Freda
- 1957 : Maris en liberté (Mariti in città) de Luigi Comencini
- 1958 : Les Italiens sont fous (Gli italiani sono matti) de Duilio Coletti et Luis María Delgado (es)
- 1958 : La ragazza di piazza San Pietro (it) de Piero Costa
- 1958 : Carmela è una bambola (it) de Gianni Puccini
- 1958 : Totò nella luna de Steno
- 1958 : Le Gendarme, le Voleur et la Bonne (Guardia, ladro e cameriera) de Steno
- 1958 : La nipote Sabella (it) de Giorgio Bianchi
- 1958 : Pain, Amour et Andalousie (Pan, amor y... Andalucía) de Javier Setó
- 1959 : Le Veuf (Il vedovo) de Dino Risi
- 1959 : Les temps sont durs pour les vampires (Tempi duri per i vampiri) de Steno
- 1960 : L'Homme aux cent visages (Il mattatore) de Dino Risi
- 1960 : Les Amours d'Hercule (Gli amori di Ercole) de Carlo Ludovico Bragaglia
- 1960 : Le Lit pour trois (Letto a tre piazze) de Steno
- 1961 : Mariti a congresso (it) de Luigi Filippo D'Amico
- 1961 : Macaronis dans le désert (Pastasciutta nel deserto) de Carlo Ludovico Bragaglia
- 1961 : Hercule contre les vampires (Ercole al centro della Terra) de Mario Bava
- 1962 : Les Deux Brigadiers (I due marescialli) de Sergio Corbucci
- 1962 : Totò et Peppino séparés à Berlin (Totò e Peppino divisi a Berlino) de Giorgio Bianchi
- 1962 : La Marche sur Rome (La marcia su Roma) de Dino Risi
- 1963 : Le Jour le plus court (Il giorno più corto) de Sergio Corbucci
- 1963 : I cuori infranti (it) de Vittorio Caprioli et Gianni Puccini
- 1963 : Les Héros de l'Ouest (Gli eroi del West) de Steno
- 1964 : L'Amour facile (Amore facile) de Gianni Puccini
- 1964 : Les Sept Invincibles (Gli invincibili sette) d'Alberto De Martino
- 1965 : Soldati e caporali (it) de Mario Amendola
- 1965 : Opération Lotus bleu (Agente 077 missione Bloody Mary) de Sergio Grieco
- 1965 : Fureur sur le Bosphore (Agente 077 dall'Oriente con furore) de Sergio Grieco
- 1965 : Deux Mafiosi contre Goldginger (Due mafiosi contro Goldginger) de Giorgio Simonelli
- 1965 : Un monstre et demi (Un mostro e mezzo) de Steno
- 1965 : Letti sbagliati de Steno
- 1965 : Cinq Mille Dollars sur l'as (Los pistoleros de Arizona) d'Alfonso Balcázar
- 1965 : Les Renégats du désert (Una ráfaga de plomo), de Paolo Heusch et Antonio Santillán
- 1966 : Les Nuits facétieuses (Le piacevoli notti) d'Armando Crispino et Luciano Lucignani
- 1966 : Les Deux Filleuls du parrain (Due mafiosi contro Al Capone) de Giorgio Simonelli
- 1966 : Sugar Colt de Franco Giraldi
- 1966 : Django tire le premier (Django spara per primo) d'Alberto De Martino
- 1967 : Coup de maître au service de sa majesté britannique (Colpo maestro al servizio di Sua Maestà britannica) de Michele Lupo
- 1967 : Qui êtes-vous inspecteur Chandler ? (Troppo per vivere... poco per morire) de Michele Lupo
- 1967 : Comment nous avons volé la bombe atomique (Come rubammo la bomba atomica) de Lucio Fulci
- 1967 : Ti ho sposato per allegria de Luciano Salce
- 1968 : Trahison à Stockholm (Rapporto Fuller, base Stoccolma) de Sergio Grieco
- 1969 : L'Alibi de Adolfo Celi, Vittorio Gassman et Luciano Lucignani
- 1969 : Dove vai tutta nuda? de Pasquale Festa Campanile
- 1970 : Un condé d'Yves Boisset
- 1970 : Les Choses de la vie de Claude Sautet
- 1971 : L'Iguane à la langue de feu (L'iguana dalla lingua di fuoco) de Riccardo Freda
- 1971 : Mazzabubù... Quante corna stanno quaggiù? de Mariano Laurenti
- 1972 : Les Sept Châles de soie jaune (Sette scialli di seta gialla) de Sergio Pastore
- 1972 : Obsédé malgré lui (All'onorevole piacciono le donne) de Lucio Fulci
- 1972 : Les Proxénètes (Ettore lo fusto) de Enzo G. Castellari
- 1972 : Beati i ricchi de Salvatore Samperi
- 1973 : Mais qui donc porte la culotte ? (La schiava io ce l'ho e tu no) de Giorgio Capitani
- 1973 : Bella, ricca, lieve difetto fisico, cerca anima gemella (it) de Nando Cicero
- 1973 : On nous appelle les enfants de Trinita (Oremus, Alleluia e Così Sia) de Alfio Caltabiano
- 1973 : Number One de Gianni Buffardi
- 1974 : Le Massacre des morts-vivants (Non si deve profanare il sonno dei morti) de Jorge Grau
- 1974 : Buck le Loup (Zanna Bianca alla riscossa) de Tonino Ricci
- 1974 : L'arbitro de Luigi Filippo D'Amico
- 1974 : Service compris (Il domestico) de Luigi Filippo D'Amico
- 1975 : Il gatto mammone (it) de Nando Cicero
- 1976 : Spogliamoci così, senza pudor... de Sergio Martino
- 1978 : Où es-tu allé en vacances ? (Dove vai in vacanza?) de Mauro Bolognini, Luciano Salce et Alberto Sordi
- 1980 : Le Coq du village (Fico d'India) de Steno
- 1981 : Il ficcanaso de Bruno Corbucci
- 1982 : Sbirulino (it) de Flavio Mogherini
- 1988 : Pigmalione 88 de Flavio Mogherini